# Суксун
Суксун (рос. Суксун) — смт в Росії, адміністративний центр Суксунського району Пермського краю. Входить до складу муніципального утворення Суксунське міське поселення і є його адміністративним центром.
Назва населеного пункту дано по річці Суксун, яка має тюркські корені - в перекладі з татарської мови сиук су означає «холодна вода». Входить до Переліку історичних міст Росії (список 2002 року).

## Географія
Суксун розташований в південно-східній частині Пермського краю, за 134 кілометрах від Пермі та за 30 кілометрів від кордону зі Свердловською областю.
Селище розташоване на річці Суксунчик, яка є притокою Силви. При будівництві Суксунського заводу був організований ставок, по східному березі якого розвивався селище, а протилежний берег впирається в східний схил Силвенського кряжа, з якого добре видно селище. Річка Суксун, на якій був побудований завод, була розділена на дві річки: Суксунчик (між ставком і гирлом) і Сандушка (частина вище ставка).

## Історія
Перша літописна згадка в 1651 році.
У 1723 році Берг-колегія прийняла «від Невьянського комісара Микити Демидова» заявку на будівництво мідеплавильного заводу на річці Суксун. Розробка Суксунських мідних копалень була розпочата в 1724 році, а в грудні 1725 року промисловцем Акінфієм Демидовим був закладений мідеплавильний завод, який почав роботу 11 серпня 1727 року а з 15 січня 1729 року запрацював на повну потужність. Завод виробляв очищену мідь як для державного замовлення - для потреб монетних дворів, так і сортову мідь для продажу на внутрішньому ринку .
У наступні рік-два на Суксунському заводі з'явилися: фабрика для лиття дзвонів і приготування латуні (зеленої міді); фабрика для виробництва з міді та латуні посуду, побутового та церковного начиння; фабрика з виробництва самоварів. У 1841 році тут був побудований і пущений на воду перший на Уралі пароплав із залізним корпусом «Микита Демидов» .
Пізніше на Суксунському заводі було відкрито також молотове залізне виробництво, яке до 1864 року стало основним для підприємства. У Суксуні перебувала Головна контора управління Суксунським гірничозаводським округом, що об'єднав Суксунський, Бимовський, Ашапський, Старо-Уткинський та інші заводи. У 1847 році Суксунський завод був проданий скарбниці, а з 1848 по 1893 роки часто міняв власників, в тому числі двічі повертався у власність Демидових .
Після скасування кріпосного права в Суксуні з'являється велика кількість кустарних майстерень по виробництву самоварів та іншого мідного посуду. Найбільш відомі майстерні Маношина, Панфілова, Шерлаїмова, Семкова. Їх роботи отримували медалі на різних виставках, а самовари Г. Н. Помиткіна експонувалися на Всесвітній виставці в Парижі в 1900 р.
У 1893 році Суксунський завод купують пермські пароплавники брати Кам'янські. До цього часу завод переробляв чавун, що доставлявся з сусідніх районів. Через важкість доставки руди чавун виходив дорогим, і оскільки питання з прокладкою до Суксуна залізниці було вирішене негативно, виробництво заліза стало падати і до 1913 року було припинено. У період з 1915 по 1917 рік на Суксунському заводі займалися виготовленням котлів для армійських похідних кухонь.
У 1927 році на націоналізованому заводі налагоджено виробництво медичної апаратури - автоклавів - для санітарного управління Червоної армії.
З 1924 року Суксун є адміністративним центром Суксунського району. 20 червня 1933 року Суксун став селищем міського типу.

## Економіка
- Суксуньский оптико-механічний завод
- Курорт «Ключі»
- Підприємство «Суксунський хліб»
- Підприємство «Перменергосбит»